# HORIZON
HORIZON es el tercer álbum de la banda de rock japonés Remioromen (レミオロメン), editado el 17 de mayo de 2006.

## Canciones
1. スタンドバイミー (STAND BY ME)
2. 1-2 Love Forever
3. プログラム (PROGRAM)
4. 蒼の世界 (Ao no Sekai)
5. シフト (SHIFT)
6. 傘クラゲ (Kasa Kurage)
7. 太陽の下 (Taiyou no Shita)
8. MONSTER
9. 明日に架かる橋 (Ashita ni Kakeru Hashi)
10. 紙ふぶき (Kamifubuki)
11. 粉雪 (Konayuki)
12. 流星 (Ryuusei)